# Jüdischer Friedhof (Ciechanowiec)

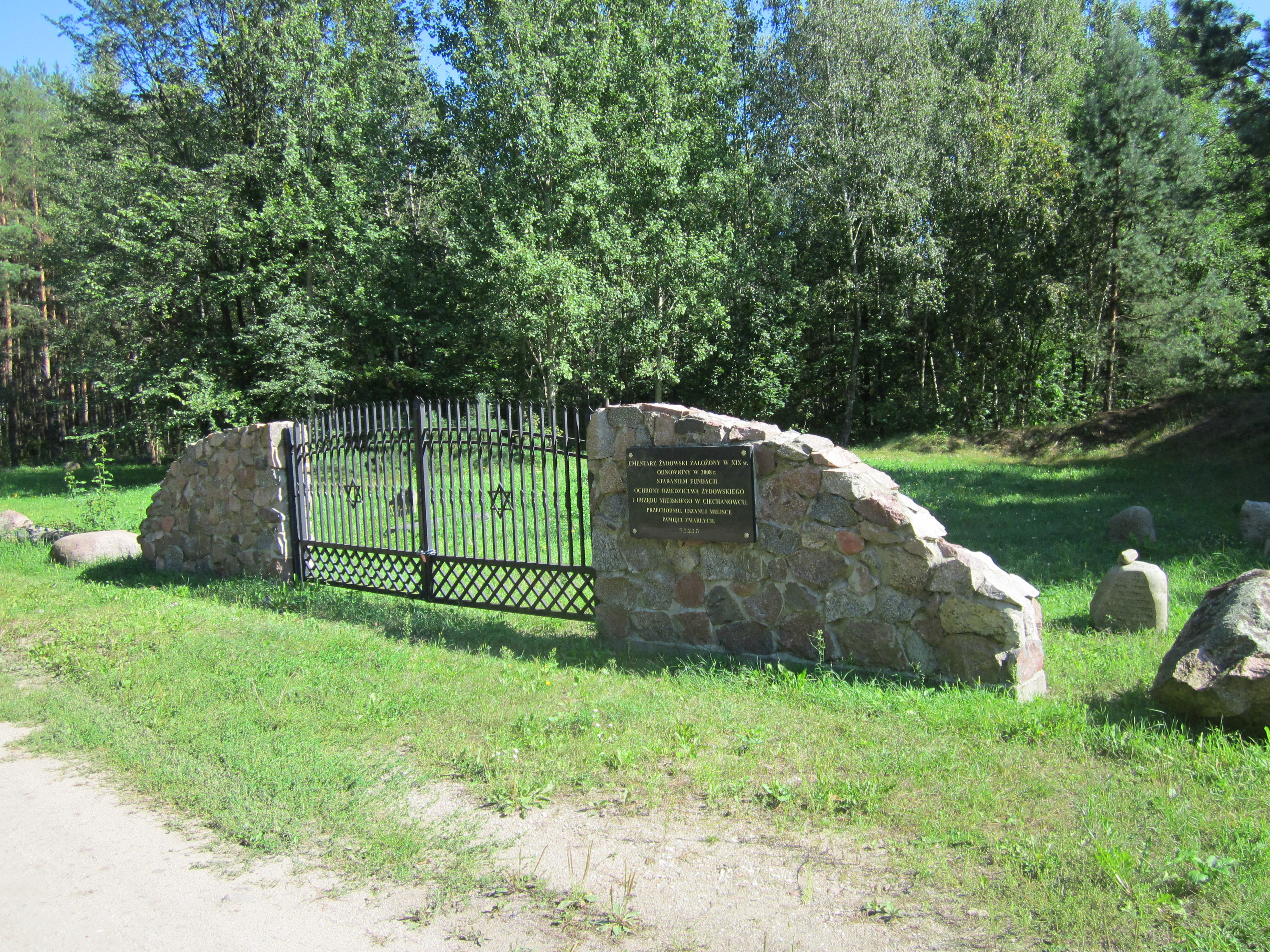
Eingang zum Friedhof

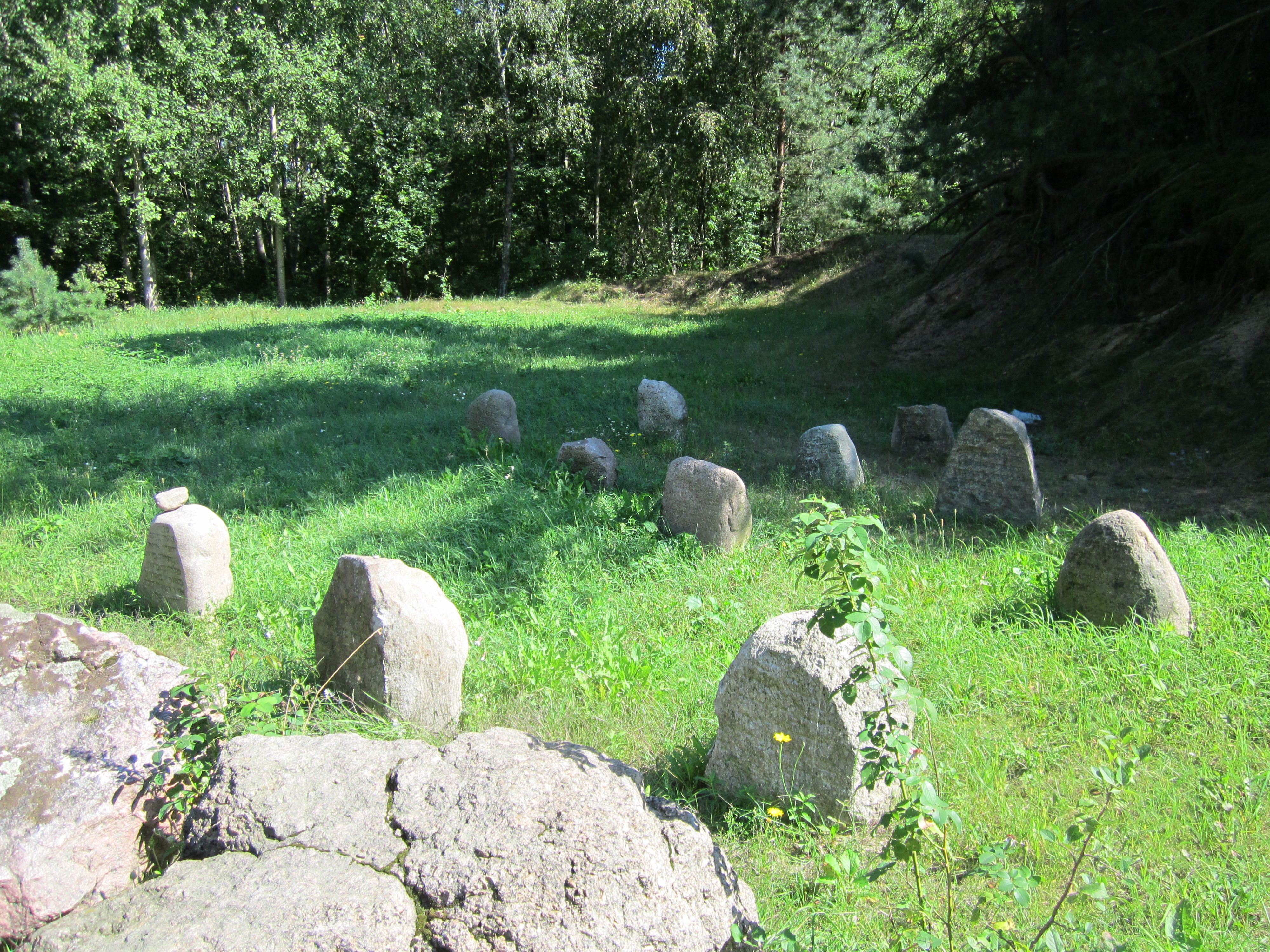
Grabsteine

Der Jüdische Friedhof in Ciechanowiec, einer polnischen Stadt in der Woiwodschaft Podlachien, wurde Mitte des 18. Jahrhunderts errichtet. Der jüdische Friedhof ist seit 1987 ein geschütztes Kulturdenkmal.

## Geschichte
Auf dem Friedhof sind heute nur noch wenige Grabsteine (Mazevot) erhalten, da er während des Zweiten Weltkriegs zerstört wurde.